# Mica Dam
Mica Dam är en dammbyggnad i Kanada.   Den ligger i provinsen British Columbia, i den centrala delen av landet, 3 200 km väster om huvudstaden Ottawa. Mica Dam ligger 752 meter över havet. Den ligger vid sjön Kinbasket Lake.
Terrängen runt Mica Dam är bergig söderut, men norrut är den kuperad. Mica Dam ligger nere i en dal. Trakten runt Mica Dam är nära nog obefolkad, med mindre än två invånare per kvadratkilometer..
I omgivningarna runt Mica Dam växer i huvudsak barrskog.